# Vuk Jeremić
Pour les articles homonymes, voir Jeremic.
Vuk Jeremić (en serbe cyrillique : Вук Јеремић ; né le 3 juillet 1975 à Belgrade) est un homme politique serbe. Membre du Parti démocratique (DS) jusqu'à son exclusion en février 2013, il est, du 15 mai 2007 au 7 juillet 2008, ministre des Affaires étrangères de la Serbie dans le second gouvernement de Vojislav Koštunica. Du 7 juillet 2008 au 27 juillet 2012, il est de nouveau ministre des Affaires étrangères dans les gouvernements présidés par Mirko Cvetković. De septembre 2012 à septembre 2013, il préside la 67e session de l'Assemblée générale de l'ONU.

## Années de formation
Il commence ses études secondaires à Belgrade et les complète à Londres. Membre du Queens' College de l'université de Cambridge, il en sort titulaire d'un diplôme en physique théorique. Étudiant au John F. Kennedy School of Government de l'université Harvard, il en sort diplômé en administration publique dans le développement international (MPA / ID). En 1997, il est le cofondateur et directeur financier de l'Organisation des étudiants serbes à l'étranger (OSSI), la première organisation internationale des étudiants serbes.
Il travaille ensuite au sein de plusieurs institutions financières à la City de Londres, dont la Deutsche Bank et Dresdner Kleinwort, puis pour AstraZeneca Pharmaceuticals.

## Carrière politique
Après le renversement du régime de Milosevic, en octobre 2000, il travaille comme conseiller auprès du ministre des Télécommunications de la République fédérale de Yougoslavie, puis en juin 2003 rejoint le ministère de la Défense de l'Union étatique de Serbie-et-Monténégro en qualité d'envoyé spécial pour la coopération euro-atlantique de l'intérieur.
De juillet 2004 à mai 2007, il sert comme conseiller principal en politiques étrangères de Boris Tadić, président de la Serbie (avec qui il a déjà travaillé au ministère des Télécommunications et à celui de la Défense). En février 2004, il est nommé président de la commission des affaires étrangères du Parti démocratique, et en février 2006 au sein de la direction de ce dernier.

### Le marathonien serbe de la diplomatie mondiale
Depuis la déclaration unilatérale d'indépendance du Kosovo en 2008, Jeremić, à la tête de la diplomatie serbe, parcourt le monde en expliquant les raisons pour lesquelles la Serbie ne la reconnaît pas. Il réactive les liens qu'avait la Yougoslavie à travers le monde en voyageant dans ces pays ; en fait, il fait renaître la diplomatie serbe qui depuis les années 1990 avait perdu tout son importance dans le monde. Il assiste également aux sommets du Mouvement des non-alignés à Téhéran et de l'Union africaine à Charm el-Cheikh, en Égypte, à la trente-huitième session ordinaire de l'Organisation des États américains à Medellin, au forum économique régional au Mexique et au sommet de la Ligue arabe, réunie en Égypte. À Téhéran, il tient des réunions avec les ministres des Affaires étrangères de Mongolie, Sri Lanka, Algérie, Brunei, Kenya, Cuba, Iran, Pakistan, Bhoutan, Laos, Bangladesh, Singapour, Venezuela, Panama, Chili, Colombie, Maroc, Syrie, Tunisie et Bolivie. Au Mexique, Jeremić a des entretiens avec Felipe Calderón, Daniel Ortega, Antonio Saca, Álvaro Colom Caballeros, Manuel Zelaya et Fernando Araújo Perdomo.
En 2009, il rencontre le prélat Pietro Parolin afin d'obtenir le soutien du Saint-Siège, qui n'a pas reconnu l'indépendance du Kosovo.
En 2010, les services de renseignement des États-Unis le surnomment le « Don Quichotte serbe ». 
La même année, l'Ambassadeur britannique à Belgrade pousse les États-Unis à faire pression sur les pays du monde qui n'ont pas reconnu le Kosovo, pour calmer les ardeurs diplomatiques de globe-trotter de Jeremić.

### Président de l’Assemblée générale de l’ONU
En janvier 2012, il se présente comme candidat à la présidence de l'Assemblée générale des Nations unies au titre du Groupe des pays est-européens, composé de 23 pays, y compris les anciennes républiques yougoslaves et les pays du Caucase.
Le président de l’Assemblée générale de l’ONU est investi du pouvoir d’ouvrir et de clore les sessions plénières, de diriger la discussion, de tenir compte du respect de la procédure et de communiquer les décisions. Il a également le droit de limiter le temps des discussions, de fermer les listes des discours, ou bien de reporter le débat. Il a aussi pour rôle de faciliter le travail de l’Assemblée générale à travers des consultations bilatérales avec les délégations afin de surmonter les différences dans les opinions et d’œuvrer pour l’atteinte d’un consensus. Le président ne prend pas part au vote pour les décisions de l’Assemblée générale mais il désigne un représentant de la délégation de son pays qui le fait en son nom.
Le 8 juin 2012, 190 délégués prennent part à l'élection du président de l'Assemblée générale pour la 67e session. Vuk Jeremić est élu en obtenant le vote de 99 délégués alors que le deuxième candidat, l’ambassadeur de Lituanie, Dalius Tchekuolis, obtient le soutien de 85 autres. On relève une abstention, alors que cinq voix sont déclarées non valides. 
Vuk Jeremić prend ses fonctions le 18 septembre 2012, jour de l'ouverture de la 67e session de l'Assemblée générale. Il est le troisième président issu de l’ancienne Yougoslavie, après le diplomate et fonctionnaire yougoslave Lazar Mojsov en 1977 et le diplomate macédonien Srgjan Kerim en 2007.
Le mandat de Jeremić prend fin en septembre 2013 ; l'Antiguais John William Ashe lui succède.

## Vie personnelle
Sa femme Nataša Jeremić, née Lekić est présentatrice du journal télévisé du soir sur RTS1.